# جامد آمورف
در فیزیک ماده چگال و علم مواد جامد اَریخت یا آمورف،اموروف جامدی است که در آن اجزای تشکیل‌دهنده (اتم‌ها/مولکول‌ها) برخلاف مواد بلورین نظم بلندبرد نداشته و فقط نظم کوتاه‌برد دارند.
همهٔ مواد را می‌توان با انجام برخی تغییرات در حین تبلورشان به‌صورت آریخت درآورد، به این صورت که باید سرعت سرمایش برای تبدیل فاز مایع به جامد به‌قدری بالا باشد که اتم‌ها فرصت حرکت و چیده شدن به‌صورت بلوری در کنار یکدیگر را نداشته باشند. از شیشه‌ها می‌توان به‌عنوان نمونهٔ مناسبی در این زمینه اشاره کرد.
در مواد کریستالی به هنگام گرم‌کردن، جامد مستقیماً به فاز مایع تبدیل می‌شود، اما در مواد آریخت، در میانهٔ گرمایش، ابتدا جامد ترد تبدیل به جامد نرم می‌شود و سپس با ادامهٔ گرمایش ذوب رخ می‌دهد. دمایی که در آن جامد ترد به نرم تبدیل می‌شود را دمای انتقال شیشه می‌نامند.
همچنین جامدهای آریخت اگر به مدت بسیار طولانی در یک حالت قرار داشته باشند، بر اثر نیروی گرانش زمین، مواد قسمت‌های بالاتر به پایین سرازیر می‌شوند، البته این ریزش هم بسیار زمان‌بر و هم بسیار ناچیز است. به همین علت، شیشه‌های پنجره‌های قدیمی سطح صاف و یکدستی ندارند و اگر با لوازم اندازه‌گیری سنجیده شوند، مشاهده می‌شود که قسمت پایین آن‌ها کمی قطورتر و بخش‌های بالا کمی نازک‌تر است.

## مواد نانو ساختار
حتی مواد آریخت دارای مقداری نظم کوتاه برد در طول اتمی بخاطر طبیعت پیوند شیمیایی می‌باشند؛ بنابراین، در بسیاری از کریستال‌ها، مقدار زیادی از اتم‌ها، کریستال هستند؛ سستی سطح و تأثیرات فضایی مکان اتم‌ها را تغییر می‌دهد، و در واقع نظم اتم‌ها را تحریف می‌کند، که با این کار، نظم ساختاری به هم می‌ریزد. حتی پیچیده‌ترین تکنیک‌های مرتب‌سازی ساختاری، همچون انکسار اشعه x و میکروسکوپ انتقال الکترونی، در تمایز میان آریخت‌ها و ساختارهای کریستالی در این بازه طولی مشکل دارند.

## فیلم‌های نازک آمورف
فازهای آمورف، اجزاء مهم فیلم‌های نازک هستند، که لایه‌های جامد یکدست از چند نانومتر تا چند میکرو متر، در یک لایه قطر دارند. مدل‌هایی که به آن‌ها مدل‌های ساختار منطقه می‌گویند، ساخته شده‌اند تا میکرو ساختار و سرامیک‌های فیلم‌های نازک را به عنوان تابعی از دمای همگن Th که ضریب میزان کاهش دما در طول دمای دمای ذوب است را توضیح دهد. با توجه به این مدل‌ها، شرایط لازم (نه کافی) برای به وجود آمدن فازهای آمورف این است که Thباید از ۰٫۳ کمتر باشد، در واقع، میزان کاهش دما باید کمتر از ۳۰٪ از دمای ذوب باشد. برای مقادیر بیشتر، انتشار سطحی گونه‌های موجود اتمی ممکن است اجازه تشکیل کریستال‌هایی با نظم اتمی بلندبرد را بدهند.
با توجه به استفاده آنها، لایه‌های فلزی آمورفی نقش مهمی در بحث از یک ابر رسانایی در آهن‌های آمورف اجرا کرده‌اند. امروزه، پوشش اپتیکال ساخته شده از TiO2, SiO2, Ta2O5 و … و ترکیب‌هایی از آن‌ها در بیشتر موارد از فازهای آمورفی از این ترکیبات تشکیل شده‌است. تحقیقات زیادی بر روی فیلم‌های نازک آمورفی به عنوان یک لایه جدا شونده گازی اجرا شده‌است. از نظر تکنولوژی، مهم‌ترین فیلم نازک آمورفی، احتمالاً توسط لایه‌های نازک SiO2 به قطر چند نانومتر که به عنوان جداساز بر روی کانال هدایت از یک ترانزیستور اثر میدانی اکسید-فلز-نیم‌رسانا (ماسفت) عمل می‌کنند، معرفی می‌شوند. همچنین سیلیکون آریختی هیدروژنه، برای فیلم نازک سلول‌های خورشیدی از اهمیت فنی برخوردار است. در مورد یک Si:H نظم بلندبرد مفقود بین اتم‌های سیلیکون توسط حضور هیدروژن در بازه درصدی به صورت جزئی القا شده‌است.
تشکیل فازهای آمورفی به عنوان یک پدیده علاقه خاص برای تحقیق رشد فیلم نازک مشخص شد. نکته قابل توجه این است که رشد فیلم‌های پلی کریستالی معمولاً توسط یک لایه آریختی اولیه ایجاد و استفاده می‌شود. قطر آن تنها می‌تواند چند نانومتر باشد. مثالی که بیشتر مورد بررسی قرار گرفته توسط فیلم‌های نازک سیلیکونی چند کریستاله همچون مولکول‌های بی‌نظیر بیان شده‌است. یک لایه آریختی اولیه در بسیاری از تحقیقات دیده شده‌است. پلی کریستال‌های گوِه مانند، توسط میکروسکوپ‌های انتقال الکترونی تشخیص داده شده‌اند تا تنها بعد از اینکه قسمت دوم از یک قطر مشخص تجاوز کرد فاز آریختی رشد می‌کند. میزان دقیق آن به درجه حرارت رسوب، فشار پس زمینه و پارامترهای پروسه دیگر بستگی دارد. این پدیده در قالب قانون استوالد از سطح‌ها تفسیر شده‌است که تشکیل فازها با افزایش زمان تراکم به سمت افزایش ثبات را پیش‌بینی می‌کند. تحقیقات آزمایشگاهی از این پدیده نیازمند یک حالت به وضوح تعریف شده از سطح و از چگالی آلودگی و … می‌باشد که در آن فیلم نازک ته‌نشین شده باشد.

## دسته‌بندی جامدها به بلوری (کریستالن) و بی‌شکل (آریخت)
هنگامی که بحث دربارهٔ جامدات مکان‌های اتم‌ها، مولکول‌ها یا یون‌ها را در فضا ثابت در نظر گرفته می‌شود. با این فرضیه، اجزای یک جامد می‌تواند دو حالت کلی داشته باشد: (۱) آن‌ها می‌توانند یک ساختار سه بعدی منظم را تشکیل دهند با عنوان شبکه بلوری (crystal lattice) شناخته می‌شود که قرارگیری این شبکه‌های بلوری منظم در کنار هم، باعث تولید جامد کریستالی می‌شود. (۲) یا این که می‌توانند بدون نظم خاصی در کنار یک دیگر قرار بگیرند که باعث تشکیل ماده آریخت یا بی‌شکل می‌شود. در حالت بی‌نظمی، دیگر شبکه بلوری (crystal lattice) وجود ندارد.

## مقایسه نقطه ذوب مواد کریستالی با آریخت
کریستال‌ها (جامدهای بلوری یا منظم) بر خلاف مواد آریخت دمای ذوب نسبتاً مشخصی دارند زیرا تمام مؤلفه‌های اتمی، مولکول‌ها یا یون‌ها دارای همسایگانی با تعداد، نوع و فاصله مشابهی هستند؛ بنابراین نیروهای بین مولکولی ای که اجزا را در کنار هم نگه داشته‌اند یکنواخت و یکسان هستند. برای ذوب شدن ماده، غلبه‌بر این نیروهای یکنواخت نیاز است و از آنجا که برای غلبه بر این نیروهای یکسان، انرژی مشخصی نیاز است در نتیجه کریستال‌ها نقطه ذوب نسبتاً مشخصی دارند.

## مقایسه چینش ریز ذره‌ای مواد کریستالی با آریخت
در جامدات کریستالی اتم‌ها به صورت مرتب و با نظم مشخصی در کنار یکدیگر قرار گرفته‌اند – نیرویی که اجزای یک ماده را در کنار هم نگه می‌دارد همان نیروی یکنواخت بین مولکولی و اتمی است – در حالی که اجزای جامدات آریخت  به صورت آرایه‌های منظم در کنار هم مرتب نشده‌اند و نظم خاصی ندارند. شکل سه بعدی زیر دید زیبایی از چینش‌های منظم و نامنظم را به صورت سه بعدی به ما می‌دهد.